# Steven Gould
Steven Charles Gould (7 febbraio 1955) è uno scrittore statunitense, autore di fantascienza e insegnante.
Ha scritto dieci romanzi, il più conosciuto è Jumper (1992) dal quale è stato tratto l'omonimo film diretto da Doug Liman (2008).

## Opere
- Jumper (1992)
- Wildside (1996)
- Greenwar (1998)
- Helm (1998)
- Blind Waves (2000)
- Reflex (2004)
- Griffin's Story (2007)
- 7th SIGMA (2011)
- Impulse (2013)
- Echo (2014)